# المجمع المغلق 1769
المجمع المغلق 1769 هو المجمع الموكول بانتخاب بابا الكنيسة الكاثوليكية الجديد بعد استقالة البابا. انعقد مجمع الكرادلة لانتخاب البابا الجديد بدءًا من
15 فبراير 1769 وانتهى في 19 مايو 1769. انتُخبَ كليمنت الرابع عشر ليكون البابا الجديد للكنيسة.
عُقدَ المجمع في الدولة البابوية في 1769.